# Долна-Малина
Долна-Малина (болг. Долна Малина) — село в Болгарии. Находится в Софийской области, входит в общину Горна-Малина. Население составляет 394 человека (2022).

## Политическая ситуация
В местном кметстве Долна-Малина, в состав которого входит Долна-Малина, должность кмета (старосты) исполняет Стефан  Велинов Стоименов (коалиция в составе 2 партий: Союз демократических сил (СДС), национальное движение «Симеон Второй» (НДСВ)) по результатам выборов.
Кмет (мэр) общины Горна-Малина — Емил Христов Найденов Болгарская социалистическая партия (БСП) по результатам выборов.